# Покровка (Соль-Илецкий район)
Покро́вка — село в Соль-Илецком районе Оренбургской области России. Административный центр Покровского сельсовета.

## География
Село расположено на границе России с Казахстаном, на левом берегу реки Илека, на месте впадения реки Хобды, в 56 км от районного центра.

## История
Первое упоминание — в 1880 году. Заселялось выходцами с Полтавской и Тульской губерний.

## Население
| 2010 | 2012 | 2013 | 2014 |
| ---- | ---- | ---- | ---- |
| 738  | ↘718 | ↘713 | ↘697 |

## Достопримечательности
Школьный музей Архивная копия от 17 апреля 2016 на Wayback Machine; в окрестностях — могильник, насчитывающий более 100 курганов, относящихся к позднесарматскому времени.

## Прославленные уроженцы
Вадим Тукмаков — офицер вооружённых сил РФ, погибший в Сирии в марте 2016 года.